# Вешняков, Владимир Игнатьевич
Владимир Игнатьевич Вешняков (умер в 1626 году) — российский военный деятель, воевода в правление царей Фёдора Ивановича, Бориса Годунова, в Смутное время и при царе Михаиле Фёдоровиче.

## Биография
Сын боярский и голова, сын постельничего (1554—1559) Игната Михайловича Вешнякова (умер в 1561 году) и его жены, инокини Варвары (умерла в 1586 году).
В июле 1591 года служил осадным головою в Данкове. Тогда же местничал с данковским воеводой князем В. В. Кольцовым-Мосальским, но спор проиграл и был выдан князю головою. В 1592 году первый осадный голова «в Донкове город делает и в осаде...». В марте 1593 года направлен в Мценск 2-м воеводою сторожевого полка. Тогда же местничал с 1-м воеводой князем А. Д. Звенигородским, но спор проиграл и был выдан Звенигородскому головою. В октябре 1594 года ходил с передовым полком из Мценска «по ливенским вестем» в Поле на поиски татарских отрядов, возвращающихся с добычей, награбленной в русских волостях. Служил в Шацке. В марте 1595 года направлен воеводой в Дедилов. В 1598 году подписал грамоту об избрании на царство Бориса Годунова. В 1600—1602 годах воевода в Воронеже. В 1602 году послан на год 2-м воеводой в Валуйки, вместо попавшего в опалу воеводы, князя Ф. А. Звенигородского. В 1604 году вызван в Москву. Упомянут разрядами в числе дворян, которые «разбирали и переписывали заборских казаков», то есть казаков Ивана Болотникова, потерпевших поражение от царского войска в подмосковном селе Заборье. В 1613 году послан из Москвы в Смоленск с дворянским отрядом. В 1614 году «по Нагайским вестем» велено быть в Москве до прихода ногайских людей и быть воеводою от «Неглинки по Яузу». В 1615 году воевода в Шацке.
Во время осады Москвы в 1618 году войсками польского королевича Владислава Владимир Вешняков руководил обороной Чертольских ворот Белого города совместно с Фёдором Философовым и дьяком Прокофием Пахиревым.
Скончался в 1626 году в иночестве с именем Варлаам, погребён с родителями в Сергиево-Троицком монастыре.